# Kievitsdel
Kievitsdel is een buurtschap in de Nederlandse gemeente Renkum, gelegen in de provincie Gelderland.
Het ligt tussen Heelsum en Doorwerth. Kievitsdel wordt door de Cardanusbossen gescheiden van Doorwerth.
Uit de Grote historische atlas Gelderland blijkt dat rond 1900 Kievitsdel als buurtschap nauwelijks bestond. De bebouwing bestond destijds uit slechts enkele boerderijen in het bos. Anno 2000 is de bebouwing geconcentreerd in de oksel van de N225.
Dorpen: Doorwerth · Heelsum · Heveadorp · Oosterbeek · Renkum · Wolfheze

Buurtschap: Kievitsdel

Gelderland: Steden en dorpen in Gelderland      Nederland: Provincies · Gemeenten